# Sd.Kfz. 10
Sd.Kfz 10 (нім. Sonderkraftfahrzeug 10 (Зондер Крафтфарцойг), тобто «автомобіль спеціального призначення») — німецький напівгусеничний легкий артилерійський тягач часів Другої світової війни. Широко застосовувався військами Вермахту протягом воєнних дій на усіх театрах війни, як тягач для буксирування легкої артилерії, зокрема 20-мм зенітної гармати FlaK 30/38/Flakvierling, 75-мм leIG 18 та 37-мм протитанкової гармати Pak 35/36. Додатково міг перевозити до восьми озброєних піхотинців.
Шасі створене на базі легкого бронеавтомобіля Sd.Kfz 250. Загалом за час виробництва випущено понад 14 000 одиниць техніки.

## Історія
Перші нариси Sd.Kfz 10 з'явилися у 1932 році, коли управління озброєння сухопутних військ Рейхсверу звернулося до фірми «Демаг» з пропозицією розробити для армії всюдихід багатоцільового призначення. Прототип був побудований в 1934 році, а серійне виробництво найбільш численних моделей типу D6 і D7 було розгорнуто відповідно в 1937 та 1939 р.р. Тягачі Sd.Kfz 10 випускалися до 1944 року, практично не змінюючи свого зовнішнього вигляду. Всього ж до кінця війни фірми «Демаг» «Адлер», «Бюссінг-НАГ», «Феномен» і «Заурер» випустили 14 698 тягачів (7 326 шасі було використано для побудови бронетранспортерів Sd.Kfz 250). Найбільш численними були машини базової моделі, на основі якої вироблялися модифікації, що мали позначення від Sd.Kfz. 10/1 до Sd.Kfz. 10/5.

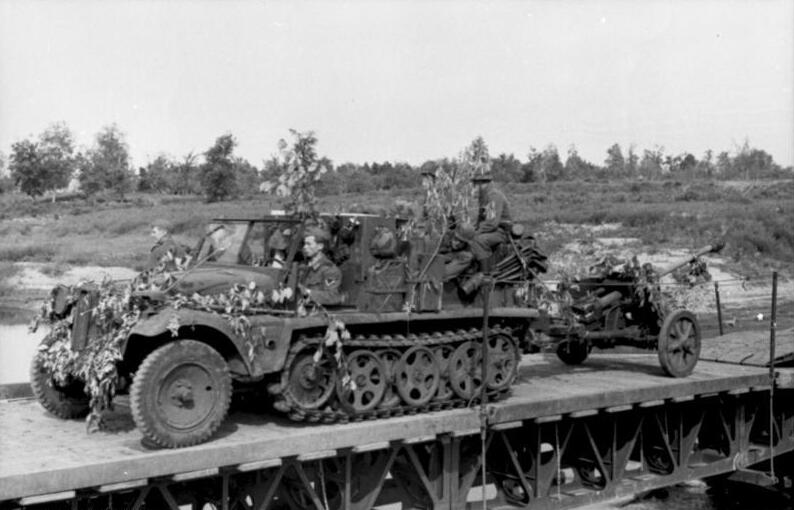
Тягач буксирує гармату Pak

Sd.Kfz. 10 настільки відповідав усім вимогам військових, що не потребував подальшої модернізації. Незважаючи на те, що спочатку він призначався для буксирування артилерійських гармат, його використовували як носія зенітних гармат Flak 30 і Flak 38, а також тягача системи залпового вогню Nebelwerfer 42.
Напівгусеничний тягач Sd.Kfz. 10 широко використовувався у всіх великих битвах Другої світової війни. Він відрізнявся відмінною прохідністю при русі бездоріжжям і постійно підтверджував свої високі всюдихідні якості на Східному фронті, де в зимовий та осінній періоди дороги перетворювалися на справжню пастку для колісної техніки. «Демаг» Sd.Kfz. 10 став важливим елементом моторизації вермахту, виконуючи найрізноманітніші завдання, в тому числі і з протиповітряної оборони польових аеродромів Люфтваффе.

### Будова тягача
Тягач був побудований за класичною компонувальною схемою з переднім розташуванням двигуна, передньою керованою віссю і гусеничним ходом замість заднього моста.
Водій і командир машини розміщувалися попереду у відкритій кабіні, відокремлені від кузова невисокою перегородкою. У розпорядженні водія були прилади контролю роботи двигуна (датчики температури, тиску масла, тахометр, покажчик кількості палива), спідометр і контрольні індикатори електрообладнання. Керування машиною здійснювалося за допомогою керма і педалей зчеплення, гальма і газу. Праворуч від сидіння водія знаходився важіль перемикання швидкостей коробки передач і важіль ручного гальма.
Відкритий зверху неброньований кузов кріпився на рамі шасі, виконаної з коробчастих балок, зварених із сталевого кутового профілю і посилених траверсами. У кузові розміщалася артилерійська обслуга у складі 6 осіб, які сиділи на двох лавах, розташованих уздовж бортів. Для захисту від дощу і снігу над кузовом і кабіною розвертався брезентовий тент.
Артилерійський тягач Sd.Kfz. 10 був оснащений шестициліндровим карбюраторним двигуном рідинного охолодження «Майбах» HL 42 TUKRM, що розвивав потужність 73,6 кВт при 2800 об/хв. При повній масі машини 3,4 т питома потужність двигуна складала 21,65 кВт/т. З двигуном взаємодіяла трансмісія, до складу якої входили планетарна коробка передач «Майбах Варіорекс» VG 102 128Н, що забезпечувала рух вперед на семи швидкостях і назад — на трьох, дводискове сухе зчеплення з гідравлічним управлінням «Фіхтель унд Сакс Мекан» PF220K і гальмівна система фірми «АТЕ/Перро».
Силова установка дозволяла тягачу рухатися по шосе з максимальною швидкістю 65 км/год. При русі по дорозі з твердим покриттям витрата пального становила 40 л бензину на 100 км шляху, а при їзді по бездоріжжю збільшувалася до 80 л на 100 км. Запас ходу з повним баком становив 275 км.

### Модифікації
На базі напівгусеничного артилерійського тягача Sd.Kfz. 10 були розроблені наступні модифікації:
- Sd.Kfz. 10/1 — машина хімічної розвідки;
- Sd.Kfz. 10/2 — дегазаційна машина;
- Sd.Kfz 10/3 — машина для розпилення отруйних речовин;
- Sd.Kfz. 10/4 — 20-мм зенітна самохідна установка з автоматичною гарматою Flak 30 за штатним щитом в кузові тягача (на машинах перших серій щит відсутній). До складу возимого боєкомплекту входили 260 пострілів. За рахунок встановлення гармати бойова маса машини зросла до 5,5 т. Екіпаж складався з 7 чоловіків;
- Sd.Kfz. 10/5 — 20-мм зенітна самохідна установка з автоматичною гарматою Flak 38. Боєкомплект до гармати налічував 280 пострілів. Частина машин мала броньове прикриття кабіни і двигуна.

Всього було побудовано 610 напівгусеничних зенітних самохідних установок Sd.Kfz. 10/4 і Sd.Kfz. 10/5.